# Santiago (documental)
Santiago  es un documental brasileño de 2007 dirigido por João Moreira Salles.

## Descripción
En 1992, João Moreira Salles filmó al mayordomo argentino Santiago Badariotti Merlo, nacido en 1912, que trabajó entre 1956 y 1986 para la familia del cineasta en una gran casa en Río de Janeiro. Dos años después de esta filmación inicial, Santiago murió y, por alguna extraña razón, Moreira Salles sintió que no podía editar la película y abandonó el proyecto. En 2005, el cineasta recuerda la película inacabada y decide reiniciar la película.

## Premios
- 2007 - Cinéma du Réel: mejor documental
- 2007 - Festival Internacional de Cine de Alba mejor película (según votación popular)
- 2007 - Festival de Cine de Lima: mejor documental
- 2008 - Festival Internacional de Cine de Miami: mejor documental